# Udopia
Udopia ist das zwölfte Studioalbum des deutschen Rockmusikers Udo Lindenberg und die 15. Albumveröffentlichung insgesamt. Es wurde am 13. April 1981 bei der Plattenfirma Teldec veröffentlicht.

## Hintergrund
In der Vorbereitung auf die Namen verbrachte Udo Lindenberg zwei Monate in New York City und versuchte dort neue Impulse zu finden. Er erkundete die dortige Musikszene und fand Studiomusiker, die sein Panik-Orchester bei den Aufnahmen unterstützten. Außerdem versuchte er neue politische und gesellschaftliche Perspektiven einzunehmen. Dementsprechend verschärft er auf diesem Album nochmals seinen sozialkritischen Unterton, besonders in den Songs Affenstern, Straßenfieber und Ali, die sich mit dem Kalten Krieg, dem Generationenkonflikt und Fremdenfeindlichkeit auseinandersetzen. In New York City fand er auch den für ihn charakteristisch gewordenen Hut. Er besuchte dort Landen Worth & Worth auf der Madison Avenue. Ohne diesen Hut der Marke Open Road wurde er später kaum noch gesehen. Dagegen trug er auf dem Plattencover von Udopia aber eine Schiebermütze. Auf der Cover-Rückseite trägt Lindenberg einen „Spitzenrock“ und oberhalb seines Armes steht ebendieses Wort, das möglicherweise in Zweitbedeutung auch Stilrichtung und Qualität des Albums ausdrücken soll.
Die Aufnahmen zum Album fanden im Winter 1980/Frühjahr 1981 statt, wobei das Gros der Songs in den Compass Point Studios auf Nassau (Bahamas) aufgenommen wurde. Das Studio gehört Chris Blackwell, dem Chef von Island Records. Aufgrund technischer Mängel sowie häufiger Stromausfälle konnte nur das Material zum Song Gegen die Strömung verwendet werden. Weitere Aufnahmen fanden in den Hamburger Rüssl-Studios sowie dem Studio der Plattenfirma Teldec in Hamburg-Eimsbüttel statt. Die Songs Straßenfieber und Grande Finale wurden in den Power-Station-Studios in New York aufgenommen. Das Album wurde von Udo Lindenberg und Dave King produziert und am 13. April 1981 veröffentlicht.
Das Album wurde von einer aggressiven Marketingkampagne begleitet. So trat Udo Lindenberg unter anderem in den Fernsehsendungen Musicbox, Rockpop, 5 nach 10, Scheibenwischer und Auf Los geht’s los auf.

### Titelliste
| #   | Titel                      | Komponist                                                           | Texter         | Länge |
| --- | -------------------------- | ------------------------------------------------------------------- | -------------- | ----- |
| 1.  | Straßenfieber              | Richard Supa                                                        | Udo Lindenberg | 4:51  |
| 2.  | Mit dem Sakko nach Monakko | Udo Lindenberg                                                      | Udo Lindenberg | 4:33  |
| 3.  | Gegen die Strömung         | Udo Lindenberg, Dave King                                           | Udo Lindenberg | 3:36  |
| 4.  | Affenstern                 | Udo Lindenberg, Dave King                                           | Udo Lindenberg | 4:14  |
| 5.  | Sandmännchen               | Udo Lindenberg, Jean-Jacques Kravetz                                | Udo Lindenberg | 3:39  |
| 6.  | Grande Finale              | Udo Lindenberg, Dave King                                           | Udo Lindenberg | 5:12  |
| 7.  | Ali                        | Udo Lindenberg, Jean-Jacques Kravetz, Steffi Stephan, Bertram Engel | Udo Lindenberg | 3:37  |
| 8.  | Jonny Gigolo               | Udo Lindenberg, Jean-Jacques Kravetz, Steffi Stephan, Bertram Engel | Udo Lindenberg | 2:56  |
| 9.  | Kann denn Liebe Sünde sein | Lothar Brüne                                                        | Bruno Balz     | 3:37  |
| 10. | Kugel im Colt              | Udo Lindenberg                                                      | Udo Lindenberg | 4:26  |

Remastered Version
Am 28. Oktober 2002 erschien eine Remastered Version des Albums. Diese enthielt den Bonustrack No Future?, der vorher nur als Beilage zum Buch Rock'n'Roll und Rebellion – Ein panisches Panorama, als Liveversion auf Intensivstationen, auf der Kompilation Die Kollektion 1971-1982 sowie auf der Raritätensammlung Raritäten & Spezialitäten erhältlich war.
| #   | Titel     | Komponist      | Texter         | Länge |
| --- | --------- | -------------- | -------------- | ----- |
| 11. | No future | Udo Lindenberg | Udo Lindenberg | 3:57  |

## Besetzung
Lindenberg wird auf dem Album von seiner Band, dem Panikorchester, musikalisch begleitet, des Weiteren agieren einige Gastmusiker:
- Gitarren: Elliot Randall, Peter Hesslein, Mike Miranda
- Bass: Dave King
- Keyboards: Thor Baldurson, Dave King, Thomas Sequi
- Schlagzeug: Thommy Price, Thomas Digi
- Klarinette: Bolle Burmeister
- Chöre: Rale Oberpichler, Freya Wippich, Elisabeth Richelsen

## Texte und Musik
Es ist gerade Udopia, das aus dem ursprünglichen Udo-Lindenberg-Kosmos durch seine Gesellschaftskritik ausbrach. Zwar bearbeitete er auch auf seinen früheren Alben immer mal wieder politische Themen, doch ist diesmal Politik das beherrschende Thema des Albums. Mit den neuen, gesellschaftskritischen Texten gelang es Udo Lindenberg, sich langsam als ernstzunehmender Politrocker zu etablieren. Im Gegensatz zu anderen Musikern der deutschen Rockszene konnte er  Gesellschaftskritik mit einem Augenzwinkern verpacken, ohne allzu mahnend oder belehrend zu wirken. Musikalisch zeigte Udo Lindenberg die gesamte Bandbreite seines Schaffens. So zitiert das Eröffnungslied Straßenfieber AC/DC und Punk, ist musikalisch etwas härter als der übliche Stil und erinnert etwas an Street Fighting Man von den Rolling Stones. Das Lied durfte wegen der obrigkeitskritischen Textpassage „In den Straßen steigt das Fieber. Und was verordnen sie? Schwere Knüppeltherapie gegen leichte Krawallerie“ nicht im Bayerischen Fernsehen gezeigt werden.
Auch das Antikriegslied Grande Finale ist eher härter, aggressiver, allerdings auch deutlich pessimistischer und voller Zukunftsangst, ganz unter dem Eindruck des Kalten Krieges. Daneben gibt es mit der Neubearbeitung von Kann denn Liebe Sünde sein? von Lothar Brüne und Bruno Balz, ursprünglich für Zarah Leander geschrieben, auch Anklänge an den deutschen Schlager der 1930er und 1940er Jahre. Mit Kugel im Colt ist auch wieder eine typische Udo-Lindenberg-Ballade auf dem Album zu finden. Ebenfalls grob ins Genre Ballade fällt das Stück Gegen die Strömung, das musikalische und textliche Anleihen beim ein Jahr zuvor erschienenen Against the Wind von Bob Seger macht.
Pseudoautobiografisch, wie auf früheren Alben bereits einige Stücke (Bodo Ballermann etwa widmete sich Lindenbergs vermeintlicher Fußballerkarriere), ist das Stück Mit dem Sakko nach Monaco, das von einem alkoholaffinen „Prolo“ aus Gronau handelt:

„Im Sommer '46 kam ich als Kind zur Welt
Ich fiel sofort vom Himmel auf ein Doppelkornfeld“

Diesem gelingt es, das Herz der Caroline von Monaco zu erobern, doch das Adelsgeschlecht zeigt sich sehr skeptisch ob des Lebenslaufes des neu hinzu Gekommenen:

„Als sie das lasen, rümpften sie die Nasen.“

Insbesondere die Brautmutter, Fürstin Gracia Patricia, zeigt sich besorgt:

„Und wenn der ihr jetzt auch noch ’nen Sohn macht?
Ich fühl schon, wie unser Thron kracht!
Und darauf fiel sie in Ohnmacht. (Stöhngeräusche)“

Letztlich jedoch wird der Gronauer in der höheren Gesellschaft akzeptiert, auch von anderen Fürstenhäusern:

„Und auch die von den Niederlanden
Ach wie so toll sie meine Lieder fanden!“

Getragen wird das Feuerwerk an Nonsensreimen durch Dave Kings Funkbass, der auch auf ein paar anderen Stücken des Albums einen Kontrast zu den von Steffi Stephan konventionell begleiteten Stücken bildet.

## Erfolg und Rezension
Udopia ist eines der erfolgreichsten Alben Udo Lindenbergs. Es befand sich 47 Wochen in den Charts und belegte dort Platz 5. Das Album verkaufte sich mehr als 250.000 mal und wurde daher 1993 vom Bundesverband Musikindustrie mit einer Goldenen Schallplatte ausgezeichnet. Im Juli 1981 listete das Teenager-Magazin Bravo das Udopia-Album auf Platz 9 der Lesercharts und das Lied Straßenfieber ebenfalls auf Platz 9 der Single-Charts – ein großer Erfolg für Lindenberg, da gerade die Neue Deutsche Welle die sonstigen Charts dominierte.
Für Werner Burkhardt von Die Zeit schafft das Album wenig Neues. Zwar habe sich Udo Lindenberg umorientiert, war in New York und auf den Bahamas, habe aber dennoch mit den gleichen Leuten wie früher gearbeitet beziehungsweise Leute gesucht, die genau seinen Sound spielen. Er sieht das aber nicht als negativen Punkt:

„Und so bietet seine neue Schallplatte denn wieder die probate Mischung aus rockigen Aggressionen und scheu-verhaltenen Balladen, aus Sprücheklöpfen, zynischem Witz und einer immer unverblümter zur Sache sprechenden, die Bisexualität – „stereo find’ ich besser als mono“ – immer offener einbeziehenden Erotik. Nach der Konzeption gefragt, sagt er zu mir: „Sieh mal, das Ganze ist auf Kontrast aufgebaut. Mal ist dieser Groove an der Reihe, mal der andere.““

Positiv besprochen wurde das Album im Express, der das Album mit den Worten „erfrischend neu im Sound, erfreulich ‚altbewährt‘ in den Wortspielen, weltweit aktuell, amüsant und stellenweise frecher, als es die Sender erlauben“ anpries. Die Zeitschrift Stereoplay nannte das Album „überzeugend“.

## Udopia-Tour
Im Oktober und November 1981 erfolgte die gleichnamige Tournee zum Album. Als Gast fungierte Inga Rumpf, die Tour führte durch 27 Städte:
- 08.10.1981: Kaunitz, Ostwestfalenhalle
- 09.10.1981: Essen, Grugahalle
- 10.10.1981: Bebra, Großsporthalle
- 11.10.1981: Hamburg, Congress Centrum
- 12.10.1981: Kassel, Stadthalle
- 13.10.1981: Offenbach, Stadthalle
- 14.10.1981: Münster, Halle Münsterland
- 15.10.1981: Köln, Sporthalle
- 16.10.1981: Bremen, stadthalle
- 17.10.1981: Hannover, Eilenriedehalle
- 18.10.1981: Berlin, Eissporthalle
- 20.10.1981: Nürnberg, Hemmerleinhalle
- 21.10.1981: Pirmasens, Messehalle
- 22.10.1981: Mainz, Rheingoldhalle
- 23.10.1981: Freiburg, Stadthalle
- 24.10.1981: Düsseldorf, Philipshalle
- 25.10.1981: Trier, Europahalle
- 26.10.1981: Koblenz, Rhein-Mosel-Halle
- 27.10.1981: Würzburg, Carl-Diehm-Halle
- 28.10.1981: München, Circus Krone
- 29.10.1981: Ludwigshafen, Eberthalle
- 30.10.1981: Ravensburg, Oberschwabenhalle
- 31.10.1981: Karlsruhe, Schwarzwaldhalle
- 01.11.1981: Darmstadt, Sporthalle
- 02.11.1981: Saarbrücken, Saarlandhalle
- 03.11.1981: Siegen, Siegerlandhalle
- 04.11.1981: Stuttgart-Sindelfingen, Messehalle Sindelfingen.

Wie bei bereits vorangegangenen Konzerten wurden die Songs auch diesmal durch Kleindarsteller inszeniert und dargestellt. Eine Zusammenfassung der Konzertmitschnitte von 1980 (Die Heizer kommen) und 1981 (Udopia Live) erschien am 1. März 1982 als Doppel-LP Intensivstationen.